# 屯門站公共運輸交匯處

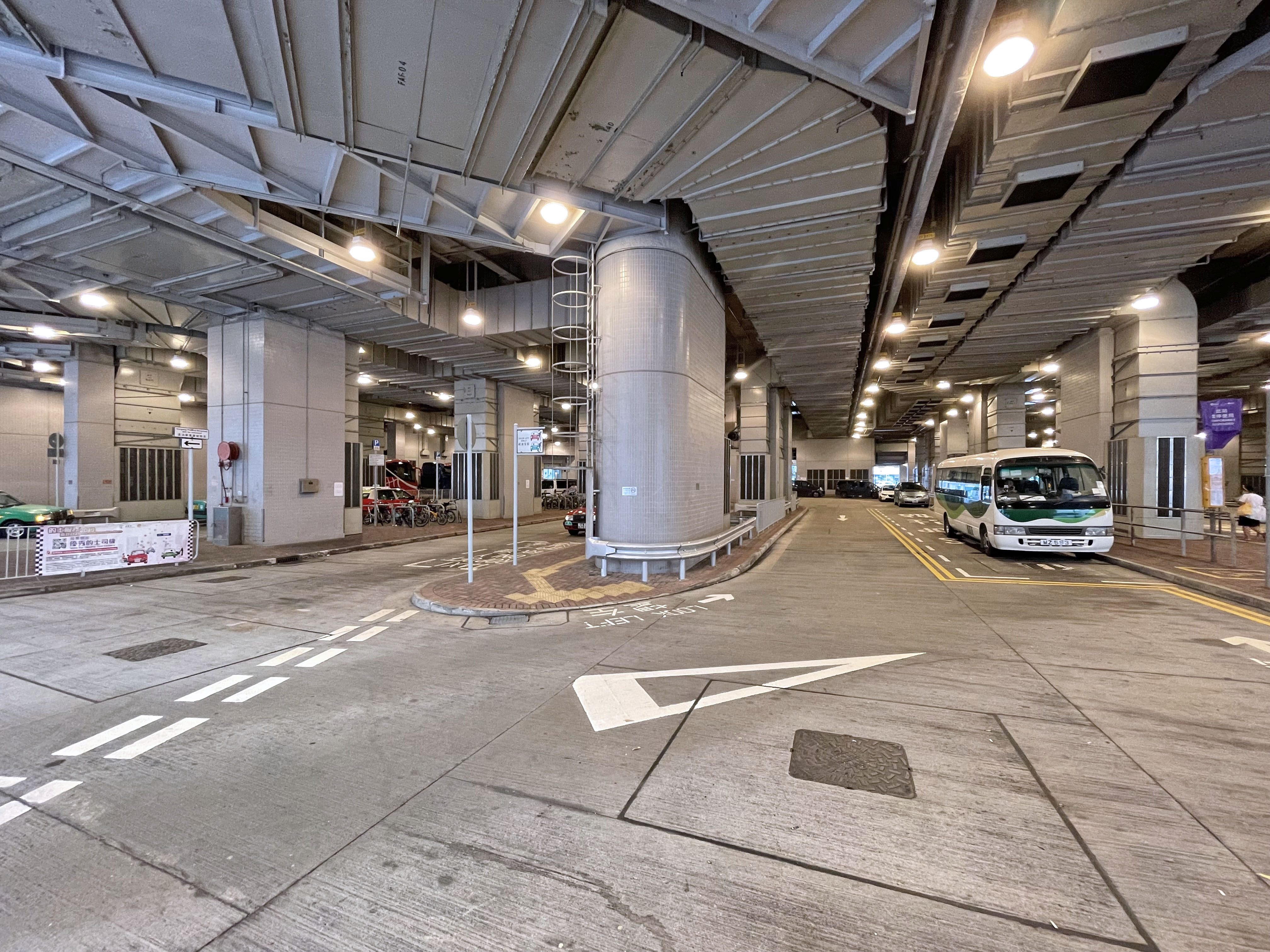
的士及小巴站

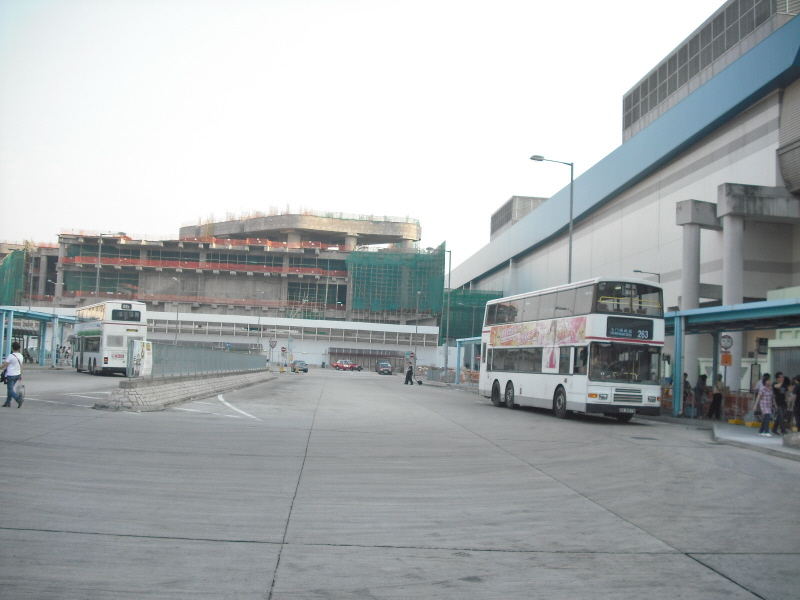
已停用的舊公共運輸交匯處（遠方為其時正在興建的瓏門）

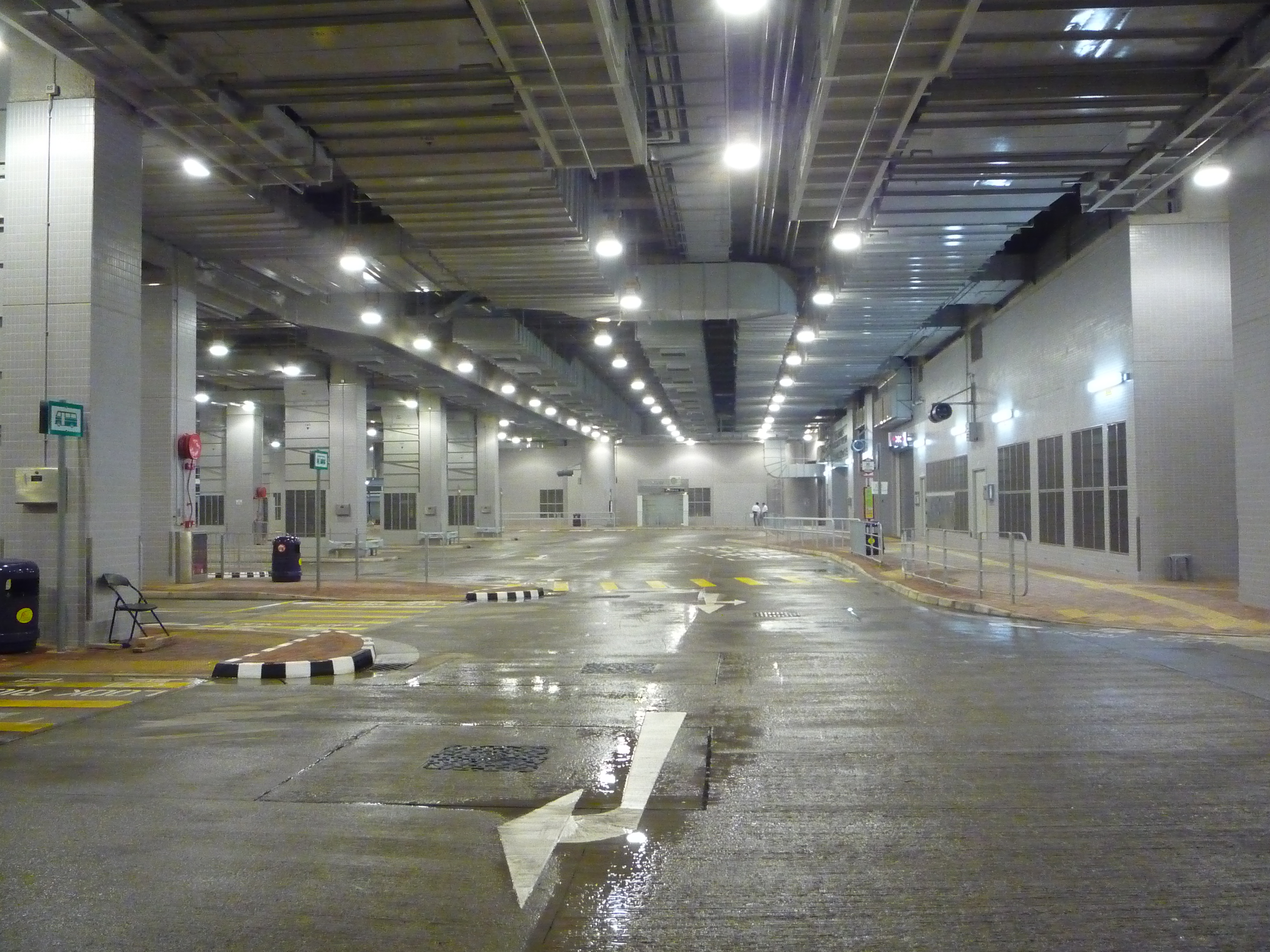
公共運輸交匯處的河傍街出口

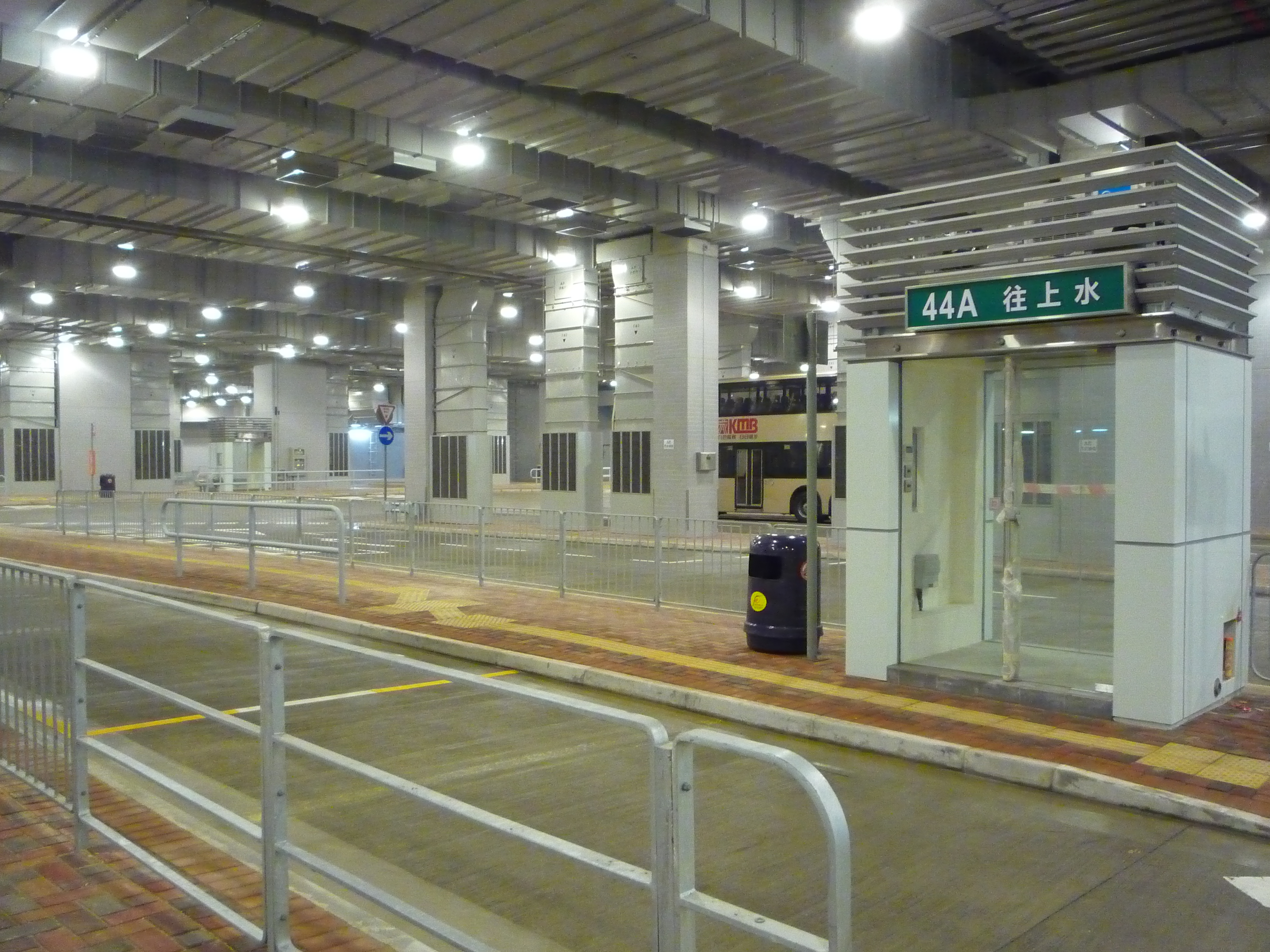
專綫小巴站

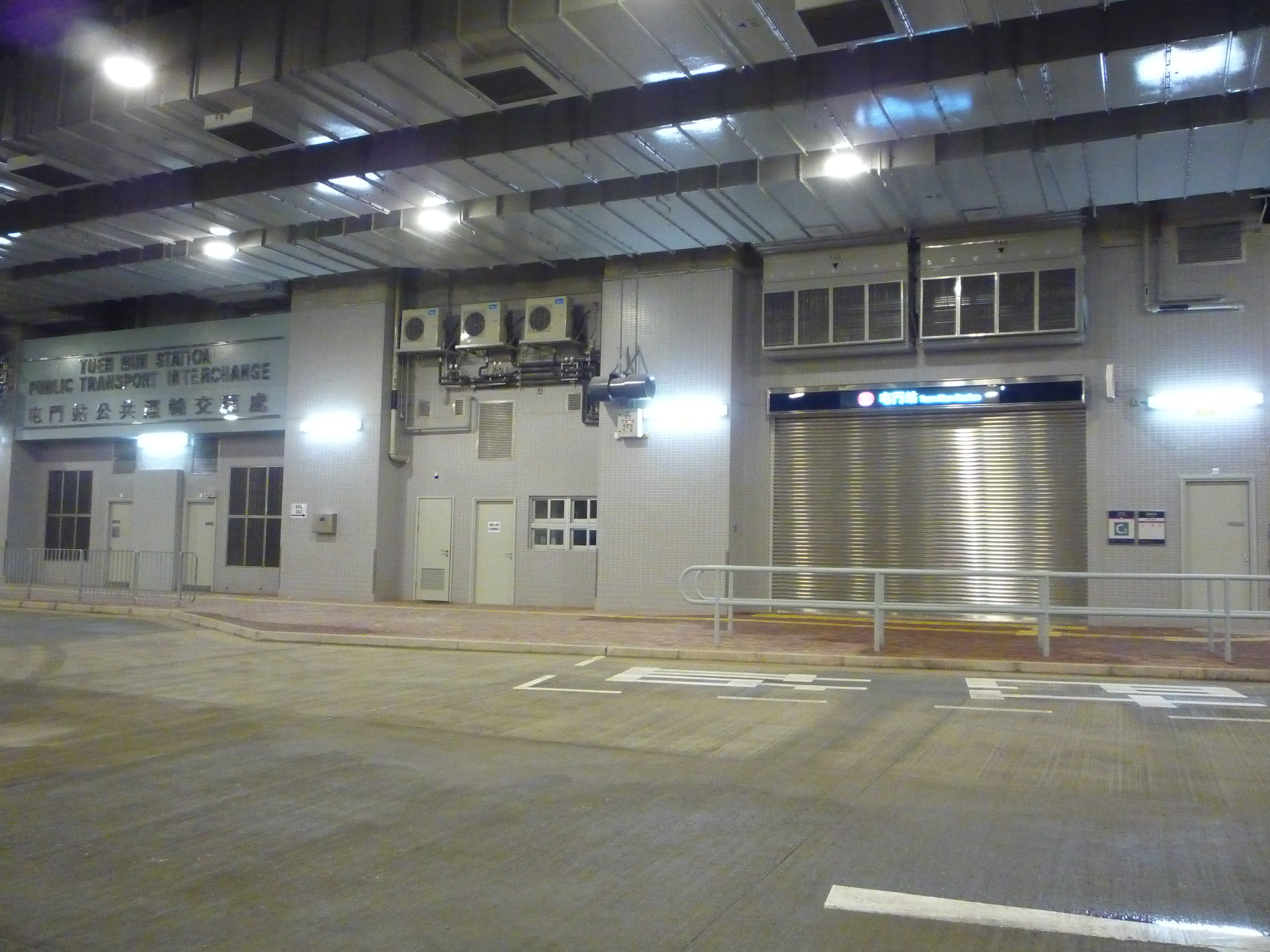
公共運輸交匯處連接屯門站C2出口

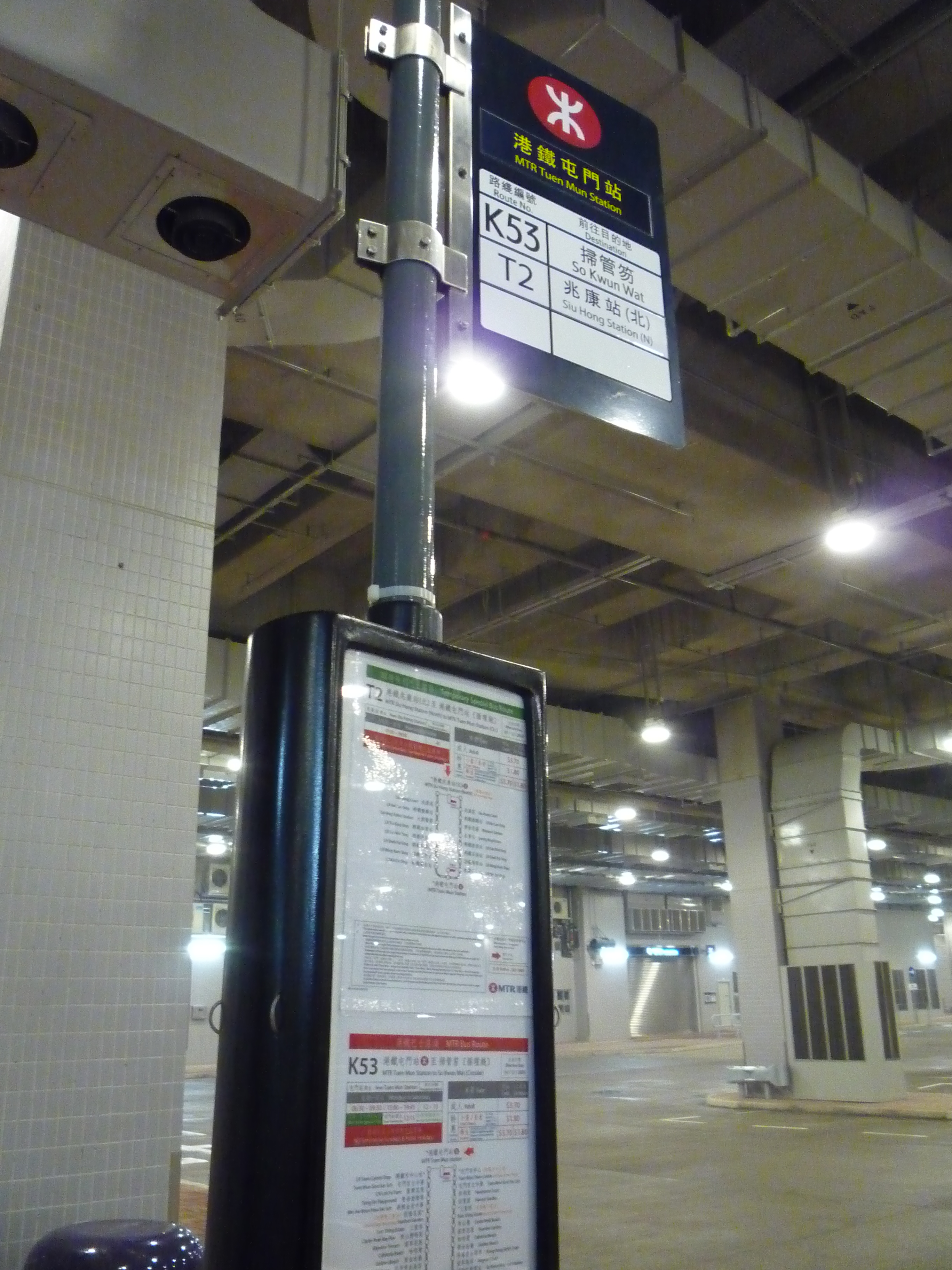
港鐵巴士站

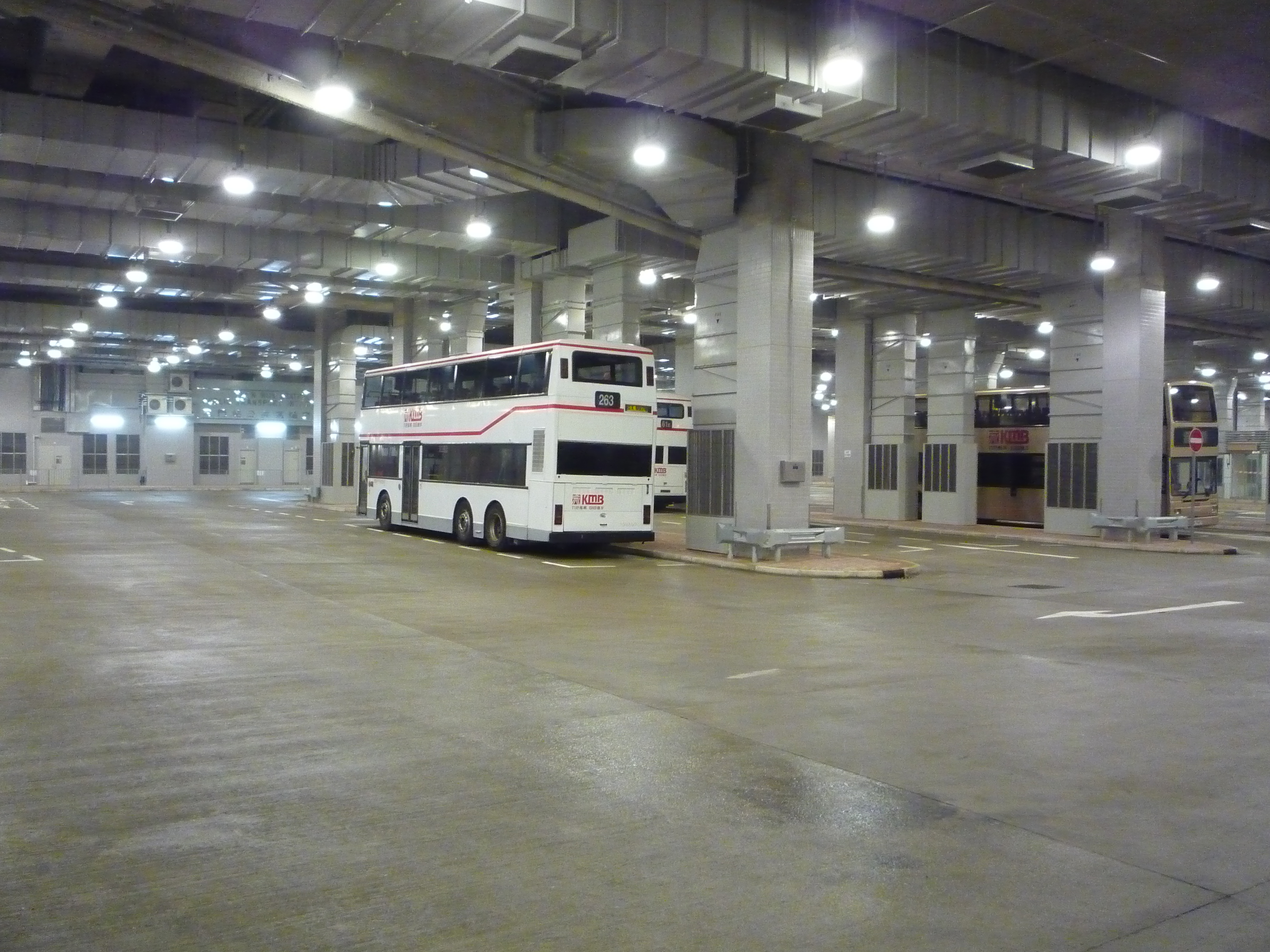
公共運輸交匯處空間十足

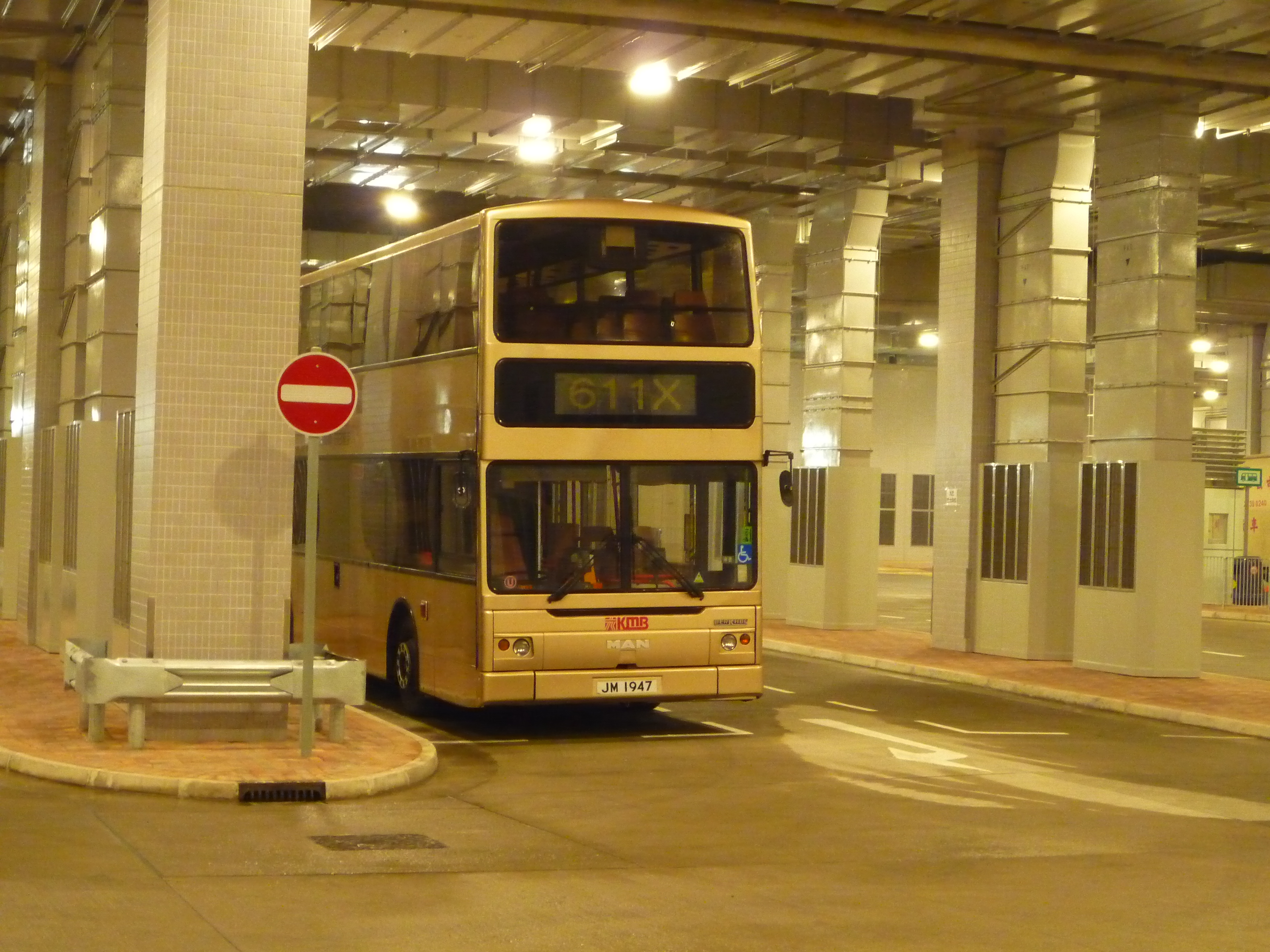
停泊在公共運輸交匯處內的巴士

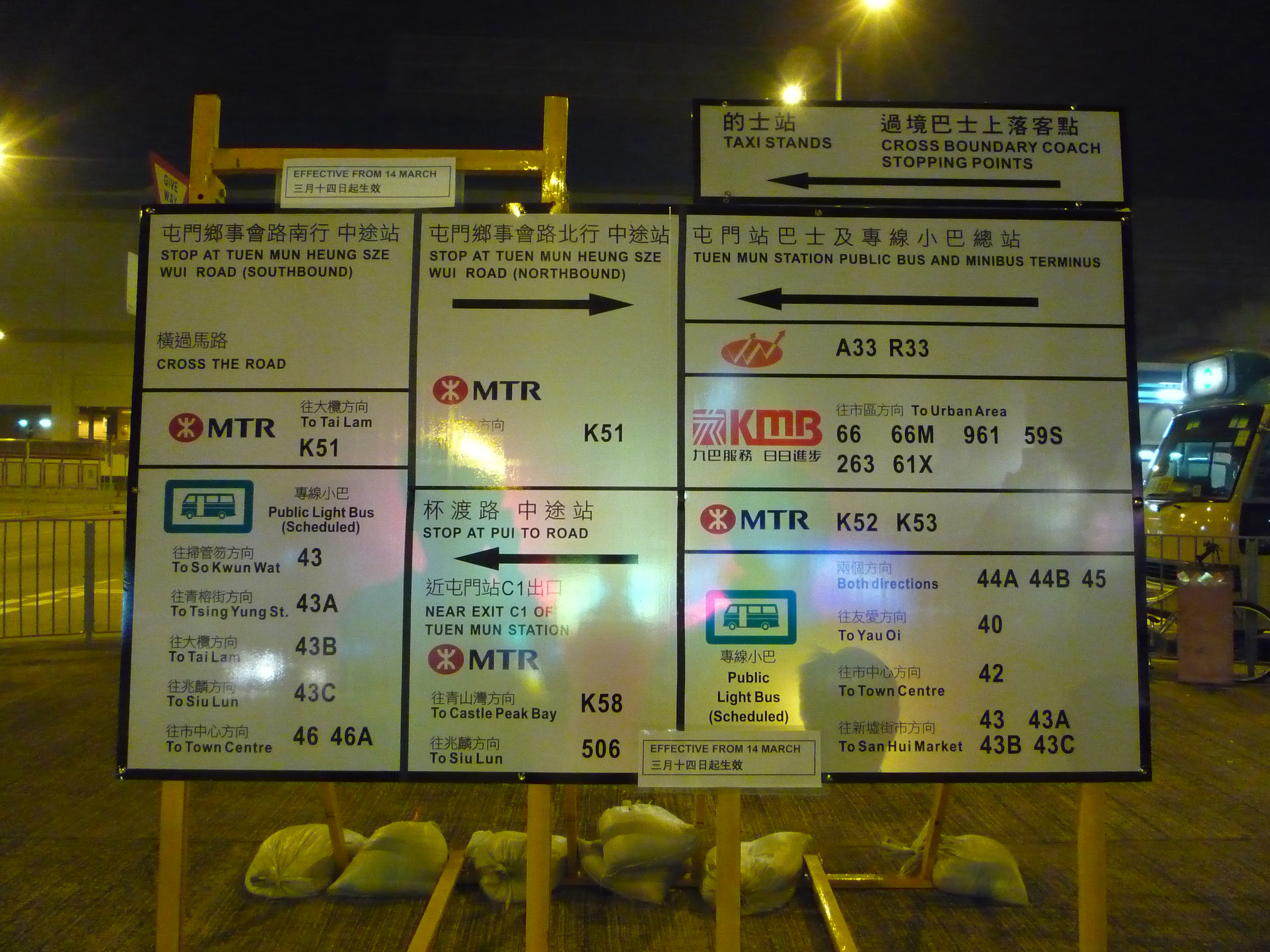
位於舊公共運輸交匯處外的搬遷告示牌

屯門站公共運輸交匯處（英文：Tuen Mun Station Public Transport Interchange）是港鐵屯門站的公共運輸交匯處，位於香港新界屯門區瓏門／V City 地面；舊有露天總站在2003年11月30日投入服務，直至2010年3月14日遷往永久有蓋總站。現時有7條巴士路線及2條專線小巴路線以此處為總站，另外有3條巴士路線途經本站。

## 歷史
- 2003年12月19日：K52線投入服務。
- 2004年2月8日：九巴263與61X線由屯門市中心總站遷往本站為總站。
- 2005年3月7日：K53線投入服務。
- 2005年7月23日：K53線延長至兆康站（南）為總站。
- 2005年8月16日：R33線配合香港迪士尼樂園即將啟用而投入服務。
- 2005年11月28日：K53線再遷回屯門站為總站。
- 2008年11月29日：配合E33P線開辦及龍運巴士路線重組，A33線遷往本站為總站。
- 2010年3月14日：露天總站以南的新有蓋總站啟用，舊有露天總站停止運作。K51、K58及506線不再駛入屯門站公共運輸交匯處，改在外圍（K58、506往屯門市中心：杯渡路）／（K51往富泰：屯門鄉事會路）停站。而66、66M及961則來回程，及59S往九龍均改經新總站。
- 2013年9月28日：配合屯門公路巴士轉乘站全面啟用，九巴66線取消服務[1]。
- 2014年10月11日：配合屯門區巴士路綫重組，九巴60M與61X線對調屯門區巴士總站，九巴66M線不再停入本站[2]。
- 2015年12月21日：九巴59S線取消服務[3]。
- 2019年5月2日：九巴263C線投入服務。
- 2022年7月17日：城巴50M線投入服務。
- 2022年11月14日：九巴263B線投入服務。
- 2023年2月11日：九巴B9線投入服務。
- 2024年2月4日：K52線改為來往龍鼓灘及悅湖山莊往悅湖山莊方向不再停入本站，K52S線取消服務，K52P線投入服務。

## 總站路線資料（巴士）

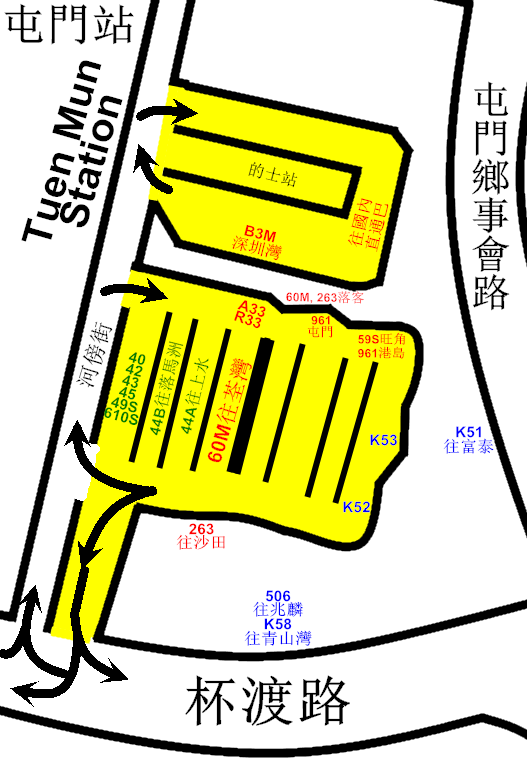
屯馬綫屯門站公共交通交匯處的平面圖

### 城巴50M線
- 和田邨 ↺ 屯門站

於2022年7月17日投入服務，途經菁田邨、和田邨、欣田邨、兆康苑、屯門醫院、建生邨、良景邨、田景邨及山景邨循環往來屯門站。

### 九龍巴士56S線
- 屯門站 ↔ 曾咀

### 九龍巴士60M線
- 屯門站 ↔ 荃灣站

由九龍巴士營運的一條路線，途經屯門新墟、屯門市中心、友愛邨/安定邨、兆麟苑及豐景園往來荃灣的巴士服務。於1982年5月16日起投入服務，初時以屯門市中心為終點站，2014年10月11日起延長遷往至本站。

### 九龍巴士263線
- 屯門站 ↔ 沙田站

由九龍巴士營運的一條路線，途經屯門新墟、屯門市中心、友愛邨/安定邨、兆麟苑及豐景園往來沙田市中心及港鐵沙田站的巴士服務。於2002年7月21日起投入服務，2004年2月8日起延至此處。本線是唯一一條兩邊總站分別位於港鐵東鐵綫及屯馬綫車站，而又不是接駁港鐵兩線的新界區巴士路線。

### 九龍巴士263A線
- 屯門站 ↔ 香港科學園

於2018年4月9日起投入服務，途經屯門新墟、屯門市中心、友愛邨/安定邨、兆麟苑及豐景園往來石門、馬料水的巴士路線，只限平日繁忙時間提供服務。

### 九龍巴士263B線
- 屯門站 ↔ 火炭（山尾街）

於2022年11月14日起投入服務，途經屯門新墟、屯門市中心、友愛邨/安定邨、兆麟苑及豐景園往來火炭的巴士路線，只限平日繁忙時間提供服務。

### 九龍巴士263C線
- 屯門站 ↔ 香港教育大學

於2019年5月2日起投入服務，途經屯門新墟、屯門市中心、友愛邨/安定邨、兆麟苑及豐景園往來香港科學園、白石角、廣福邨、大埔墟、大埔中心和大埔工業邨，只限平日繁忙時間提供服務。

### 港鐵巴士K52A綫
- 屯門站↔曾咀

由港鐵巴士營運的一條路線，於2021年9月25日投入服務，提供曾咀、龍鼓灘、踏石角往來新屯門中心、龍門居及港鐵西鐵綫屯門站的巴士服務。

### 港鐵巴士K52P綫
- 龍鼓灘→屯門站

由港鐵巴士營運的一條路線，於2024年2月5日投入服務，途經望后石、蝴蝶灣、屯門碼頭、新屯門中心、龍門居及屯門工業區，只於星期一至五上午繁忙時間提供服務。

### 港鐵巴士K53綫
- 屯門站 ↺ 掃管笏

由港鐵巴士營運的一條路線，提供港鐵屯門站、新墟及屯門市中心往來置樂花園、三聖、黃金海岸及掃管笏的巴士服務，於2005年3月7日起投入服務。初期只於平日繁忙時間提供服務，及後於2020年11月15日起提升至全日行走。

### 港鐵巴士506綫（特別班次）
- 富健花園 → 屯門站

### 迪士尼樂園巴士R33線
- 屯門站 ↔ 迪士尼樂園

由龍運巴士營運的一條路線，提供屯門新墟、屯門市中心、友愛、安定及兆麟苑往來香港迪士尼樂園度假區的巴士服務。於2005年8月16日起配合香港迪士尼樂園即將啟用而投入服務。現時只於假日早上提供由屯門開往迪士尼樂園及每日晚上由迪士尼樂園開往屯門的單向服務。

### 城巴B3M線
- 深圳灣口岸 ↺ 屯門站

由城巴營辦的一條巴士路線，提供屯門站、屯門市中心、屯門新墟及虹橋往來深圳灣口岸的口岸巴士服務。於2013年7月17日起為配合私人住宅瓏門的大型商場V City落成而投入服務。

### 九龍巴士B9線
- 屯門站 ↔ 香園圍口岸（蓮塘）

於2023年2月11日開辦，途經屯門公路、元朗公路、元朗形點、新田公路、粉嶺公路及香園圍公路的服務。

## 總站路線資料（專線小巴）

### 新界區專線小巴44A線
- 屯門站 ↔ 上水站

提供港鐵屯門鐵路站、新墟、河田工業區、大興、良田及兆康苑往來港鐵上水鐵路站的專線小巴服務，於1998投入服務。2003年10月起配合港鐵西鐵綫通車，總站遷往本站。主要方便沿途居民往來上水及轉乘港鐵東鐵綫經羅湖往來內地。

### 新界區專線小巴44B線
- 屯門站／屯門碼頭 ↔ 落馬洲轉車站／落馬洲管制站

提供港鐵屯門鐵路站、新墟、河田工業區、大興、良田、建生及兆康苑往來落馬洲轉車站/管制站的專線小巴服務，於1999年起投入服務。初時往來落馬洲轉車站至屯門碼頭，2005年11月29日起縮短至本站。主要方便沿途居民往來落馬洲轉車站，再轉車往皇崗口岸。現為二十四小時行走，深宵班次延長至落馬洲管制站及屯門碼頭。

## 途經路線資料（巴士）

### 過海隧道巴士960B線
- 屯門（建生邨） ↔ 鰂魚涌（英皇道）

提供屯門良景、田景、屯門市中心、安定及友愛往來港島東區的巴士服務。於2008年5月13日起投入服務，只限平日繁忙時間提供服務。

### 過海隧道巴士961線
- 屯門（山景邨） ↔ 灣仔（會議展覽中心）

提供屯門山景、屯門工業區、屯門市中心、安定及友愛往來港島中區及灣仔的巴士服務。1997年10月3日為舒緩960線的客量而投入服務。

### 龍運巴士A33X線
- 屯門（富泰） ↔ 機場（地面運輸中心）

提供景峰花園、新墟、屯門市中心、友愛、安定及兆麟苑來往機場的特快巴士服務。2017年1月9日，由A33線的特快班次分開為A33X。

### 龍運巴士NA33線
- 國泰城 ↔ 屯門（富泰）（經機場客運大樓、港珠澳大橋香港口岸）

提供香港國際機場往來屯門（富泰邨）的通宵巴士服務。

### 龍運巴士X33線
- 機場博覽館 → 洪元路洪福邨

### 港鐵巴士K52綫
- 悅湖山莊 ↔ 龍鼓灘

由港鐵巴士營運的一條路線，途經龍鼓灘、踏石角往來屯門碼頭一帶、置樂花園、新屯門中心、龍門居三聖屯門工業區、屯門市中心及港鐵西鐵綫屯門站的巴士服務。於2003年12月19日由A52線改編號，並延至此處，2024年2月4日改為來往龍鼓灘及悅湖山莊，只於往龍鼓灘方向停入本站。

## 途經路線資料（專線小巴）

### 新界區專線小巴40線
- 小坑村 ↺ 屯門市中心

### 新界區專線小巴42線
- 青磚圍 ↔ 屯門市中心

### 新界區專線小巴43線
- 屯門新墟 ↺ 掃管笏

### 新界區專線小巴43A線
- 屯門新墟 ↔ 青榕臺

### 新界區專線小巴43B線
- 屯門新墟 ↺ 大欖涌

### 新界區專線小巴43C線
- 屯門新墟 ↺ 兆麟苑

### 新界區專線小巴43S線
- 屯門新墟 ↺ 稔灣

### 新界區專線小巴44B線
- 屯門站／屯門碼頭 ↔ 落馬洲轉車站／落馬洲管制站

### 新界區專線小巴45線
- 大興花園 ↔ 屯門市中心

### 新界區專線小巴49S線
- 兆康苑 ↔ 灣仔（分域街）

### 新界區專線小巴610S線
- 天水圍（天瑞邨） ↔ 尖沙咀（海防道）

## 途經屯門站公共運輸交匯處外的路線

### 港鐵巴士506綫
- 屯門碼頭↔兆麟

是由港鐵巴士營運的一條屯馬綫接駁巴士路線，提供屯門碼頭、美樂花園、龍門居往來屯門市中心及安定的巴士服務，原本是用輕鐵行駛的，早在1988年輕鐵通車時已投入服務。於2002年7月14日起以配合九廣輕鐵（現稱輕鐵）新發站（現稱屯門站）至建安站因進行輕鐵路軌架空工程以配合西鐵接駁，原有的輕鐵506線改由臨時巴士取代，一直取代至今。

### 港鐵巴士K51綫
- 富泰 ↔ 大欖

由港鐵巴士營運的一條路線，提供屯門富泰邨及嶺南大學一帶往來新墟、屯門市中心、置樂花園、三聖、黃金海岸及大欖的巴士服務。

### 港鐵巴士K51A綫
- 富泰 ↔ 掃管笏

由港鐵巴士營運的一條路線，提供屯門富泰邨及嶺南大學一帶往來新墟、屯門市中心、置樂花園、三聖及黃金海岸的巴士服務。

### 港鐵巴士K58綫
- 富泰 ↔ 掃管笏

是由港鐵巴士營運的一條路線，提供屯門富泰村往來港鐵兆康站、兆康苑、建生、良田、山景、新墟、屯門市中心、置樂花園及青山灣的巴士服務。於2005年3月7日起投入服務，取代來往寶田至青山灣的A59線。只於平日繁忙時間提供服務。

## 外部連結
- 港鐵巴士 （页面存档备份，存于）
- 九巴 （页面存档备份，存于）
- 屯門站總站 （页面存档备份，存于），城巴／新巴